# São Mamede (Paraíba)
São Mamede is een gemeente in de Braziliaanse deelstaat Paraíba. De gemeente telt 7.998 inwoners (schatting 2009).
De gemeente grenst aan Ipueira, Patos, Quixaba, Passagem, Santa Luzia, Várzea en São José de Espinharas.